# Pharetrophora convexa
Pharetrophora convexa är en stekelart som beskrevs av Narolsky 1994. Pharetrophora convexa ingår i släktet Pharetrophora och familjen brokparasitsteklar. Inga underarter finns listade i Catalogue of Life.